# Irmgard Hauser-Köchert
Irmgard Hauser-Köchert (* 27. März 1928 in Wien; † 20. März 2015; Pseudonym: Nanu) war eine österreichische Kunsthistorikerin, spezialisiert auf österreichische Kunst der ersten Hälfte des 19. Jahrhunderts.

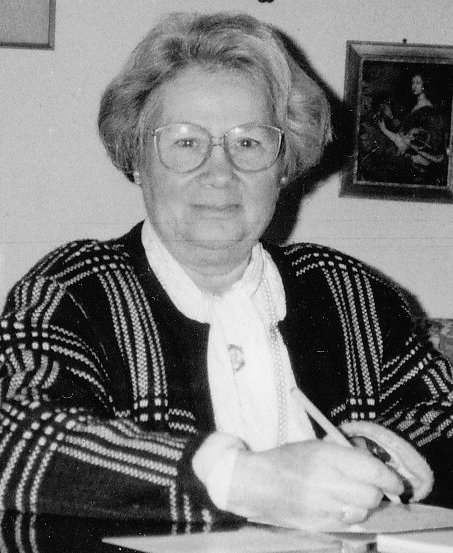
Irmgard Hauser-Köchert

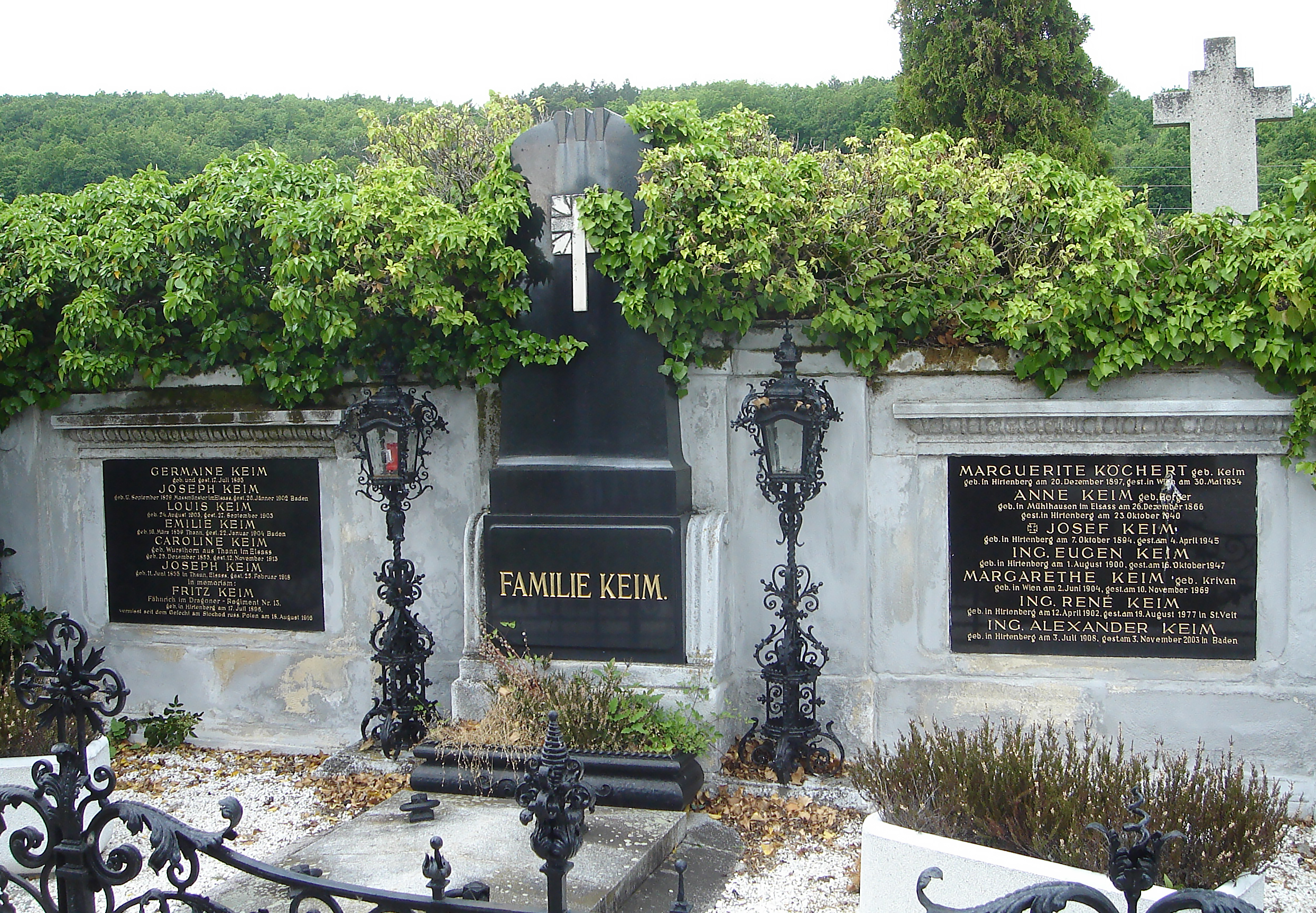
Marguerite Köchert (erste Zeile rechts); Gruft der Familie Keim, Hirtenberg

## Leben
Irmgard Köchert war die Tochter von Gerhard Köchert (1887 bis nach 1967) und dessen Ehefrau Margarete Keim (1897–1934). Ihr Vater war der Sohn von Theodor Köchert (1859–1936) und Barbara Flesch (1856–N/A). Geboren in zweiter Ehe, war Gerhard Köchert nicht für den Eintritt in das Familienunternehmen (A. E. Köchert) vorgesehen, sondern schloss ein Hochschulstudium als Diplomingenieur ab und schlug erfolgreich eine technische Laufbahn als Angestellter wie Unternehmer ein.
Margarete (Marguerite) Köchert, geboren in die Familie des elsässischen Textilfabrikanten Joseph Keim (1855–1918) in Hirtenberg (Triestingtal), stürzte sich am 30. Mai 1934 von einer Fensternische des Wiener Stephansdoms in die Tiefe. Es wurde Selbstmord angenommen, da die Wochen zuvor vollzogene Scheidung von ihrem Ehemann als Motiv naheliegend war.
Irmgard Hauser-Köchert studierte von 1946 bis 1951 Kunstgeschichte und Archäologie an der Universität Wien bei Karl Maria Swoboda. Sie schloss das Studium mit Auszeichnung ab und wurde 1951 mit einer Dissertation über Peter Nobile promoviert.
Nach ihrer Hochzeit 1952 mit dem promovierten Juristen Maximilian Hauser (1924–2021) brachte sie vier Töchter zur Welt (* 1953, 1956, 1960 und 1962). Während dieser Familiengründungsphase engagierte sie sich 1963 für den Aufbau der ersten Rudolf-Steiner-Schule in Wien. Weiters unterstützte und half sie in der Zeit von 1974 bis 1976 Kinder in der Blindenschule Wien und war langjähriges Mitglied des Johanniter Spitalsdienstes.
Seit der Entdeckung alter Schmuckzeichnungen und Kundenbücher der Wiener Hofjuweliere A. E. Köchert beschäftigte sie sich intensiv mit der Gründungs- und Entwicklungsgeschichte dieses Unternehmens und der allgemeinen Entwicklung des österreichischen Kunstgewerbes vom Barock bis in das 19. Jahrhundert. Sie verfasste Beiträge über die Firma A. E. Köchert für Ausstellungen in Halbturn, in der Hermesvilla und im Gold- und Silberschmiedemuseum in Wien sowie in zahlreichen Ausstellungskatalogen.
Ab 1995 beschäftigte sie sich mit der Biographie von Joseph Mayseder (1789–1863), einem der besten Wiener Geiger zur Zeit des Wiener Kongresses (1815–1835) und Schwiegervater des Juweliers Alexander Köchert.
Sie war Initiatorin der Karikaturenausstellung „Der Wilhelm Busch von Aussee“ mit Karikaturen des k.k. Hüttenmeisters Gustav August Ritter aus der Zeit um 1870 im Kammerhofmuseum Bad Aussee 2005.

## Schriften
- Peter Nobile: sein Werdegang und seine Entwicklung mit besonderer Berücksichtigung seines Wiener Schaffens, Dissertation, Universität Wien 1951.
- Im Stil der Grossen Meister: Renaissanceschmuck im Wiener Hofstil des 19. Jahrhunderts. In: Die Kunst, n° 4, April 1988, S. 285–287
- Köchert – Imperial Jewellers in Vienna. Jewellery designs 1810-1940 S.P.E.S. Studio Per Edizioni Scelte, Firenze 1990 (526 S.)

Beiträge in Ausstellungskatalogen:
- Beitrag im Katalog der Ausstellung Moderne Vergangenheit Wien 1800-1900: Möbel, Metall, Keramik, Glas, Textil, Entwürfe. Künstlerhaus Wien, 1981
- Beitrag im Katalog der Niederösterreichischen Landesausstellung Kaiser Franz Joseph I u. II, Schloss Grafenegg 1984 und 1987
- Cadeau à la Cour Imperial d'Autriche, im Katalog der Europalia 87-Österreich, Brüssel 1987
- Die Hofjuweliere Pioté et Köchert 1807-1848, im Katalog der Sonderausstellung Bürgersinn und Aufbegehren – Biedermeier und Vormärz in Wien, Historisches Museum der Stadt Wien, 1988, S. 299–300
- Kaiserliche Geschenke, im Katalog zur Ausstellung im Schloßmuseum Linz, Oberösterreichische Landesmuseen Linz 1988
- Beitrag im Katalog der Ausstellung über die Schmuckentwicklung der Firma A. E. Köchert, Österreichisches Tabakmuseum Wien, 1990